# Don't Leave Me This Way (Tina Turner)
Don't Leave Me This Way è un singolo della cantante statunitense naturalizzata svizzera Tina Turner, pubblicato nel 2000 ed estratto dall'album Twenty Four Seven.

## Tracce
1. Don't Leave Me This Way – 4:01
2. The Best – esibizione dal vivo Londra '99
3. Steamy Windows – esibizione dal vivo Londra '99
4. River Deep - Mountain High – esibizione dal vivo Londra '99